# Leucolithodes paulina
Leucolithodes paulina là một loài bướm đêm trong họ Geometridae.